# Yoko-ukemi
Yoko-ukemi of zijwaartse val is een van de valtechnieken in de judo of andere gevechtssporten. 
Hierbij wordt de val gebroken door af te slaan met de hand. Je slaat af met de hand van de kant waar je valt. Er bestaan dus eigenlijk twee zijwaartse vallen: een rechtse en een linkse.
Deze vallen worden toegepast tijdens een gevecht met worpen zoals; voorwaarts komen de voet vegen en beide voeten wegvegen.